# 昆岛
昆岛（直译为“女人岛”），为法罗群岛东北部的一个岛屿，西边为卡尔斯岛，东边为博罗伊岛（有一条堤路相连）。该岛总面积35.5平方公里，为法罗群岛第8大岛。该岛总人口141（2021年1月），人口密度4人/km²。该岛组成为单独的一个市镇昆诺伊市镇，市镇内有两个居民点，分别为西岸的昆诺伊村和东南岸的Haraldssund村。该岛最高点海拔830米。